# Si può dare di più
Si può dare di più è un brano musicale che fu scritto da Giancarlo Bigazzi, Umberto Tozzi e Raf, vincitore del Festival di Sanremo 1987 nell'interpretazione dello stesso Umberto Tozzi con Enrico Ruggeri e Gianni Morandi, tre cantanti con stili musicali molto diversi ma con in comune la grande passione per il calcio.
La canzone nacque proprio dall'esperienza dei tre cantanti nella Nazionale Cantanti, di cui Si può dare di più divenne l'inno ufficiale.
Il relativo singolo, contenente sul lato B La canzone della verità, scritta da Enrico Ruggeri e Luigi Schiavone ed interpretata sempre dal trio Morandi - Ruggeri - Tozzi, fu primo in classifica quell'anno, in Italia, per 7 settimane consecutive. Di questo brano esiste anche una versione cantata dal solo Gianni Morandi presente nel CD 30 volte Morandi pubblicato nel 1998.

## Videoclip
1. Si può dare di più

## Tracce
Lato A
1. Si può dare di più – 4:25

Lato B
1. La canzone della verità – 4:12

## Fumetti
La canzone viene citata nella storie Topolino e i cavalieri della tavola rotonda, in cui un menestrello la rivisita dietro suggerimento di Topolino per cantarla a re Artù e Ginevra, e Paperinik e il Festival di San Romolo in cui Paperino, Paperoga e Gastone partecipano in trio (evidente parodia del trio Morandi - Ruggeri - Tozzi del quale viene anche ripreso l'abbigliamento) al Festival di San Romolo (parodia del Festival di Sanremo). In quest'ultimo caso, la canzone diventa Si può guadagnare di più.